# Venerabile Arciconfraternita del Gonfalone dei Santi Prisco e Agnello
La Venerabile Arciconfraternita del Gonfalone dei Santi Prisco e Agnello ha sede a Sant'Agnello, sulla costiera sorrentina, area della città metropolitana di Napoli.
Fu fondata nell'anno 1642 come Monte di Pietà e Monte dei Morti, nella Chiesa Estaurita dei Santi Prisco ed Agnello dell'allora comune di Piano di Sorrento (Sant'Agnello non era ancora un comune indipendente), con lo scopo altamente cristiano e sociale di sottrarre gli iscritti dal ricorso all'usura mediante prestiti agevolati o gratuiti per i poveri.

## Origine
L'origine dell'Arciconfraternita è antica, anche se nacque sotto forme diverse. I fondatori del Sodalizio furono gli estauritari della Chiesa di Sant'Agnello: Col. Aniello Starace, Giuseppe Gargiulo, Geronimo Paturzo, Gio.Camillo Irolla e Gio.Tomaso Gargiulo, i quali formularono ed approvarono lo Statuto il 22 agosto dell'anno 1642, sottoponendolo al beneplacito del duca di Medina de las Torres, allora Viceré di Napoli, Ramiro Felipe Núñez de Guzmán. Il Regio assenso arrivò il 13 novembre dello stesso anno. 
La fondazione di questo sodalizio provocò tanto entusiasmo che fu chiesta l'erezione a Confraternita, la quale fu autorizzata con decreto del Re Ferdinando IV di Napoli, il 23 novembre 1765.
La pia Istituzione infatti si inserì rapidamente nella realtà sociale e religiosa della comunità promuovendo opere di fede e di beneficenza. Inoltre la Confraternita stessa provvedeva alla commemorazione dei defunti, all'organizzazione di feste in onore di San Prisco, Santa Maria delle Grazie e la celebrazione per l'Elevazione della Santa Croce e partecipava a tutte le processioni della Parrocchia, comprese quelle del Giovedì e del Venerdì santo.

## Sede
L'Arciconfraternita ha sede nella Chiesa Parrocchiale di Sant'Agnello dove possiede una Cappella con altare e sepoltura prospiciente, posta nella navata destra, ed una Cappella con sepoltura, senza altare, posta nella navata sinistra dietro al pulpito. Possiede inoltre una stanza adibita alle riunioni dell'Amministrazione ed alla conservazione di oggetti, registri e documenti storici.
Inoltre per l'organizzazione di tutte le attività riguardanti la Settimana Santa ed in particolar modo del Venerdì Santo, l'Arciconfraternita da qualche anno usufruisce del Santuario della SS. Annunziata, sito nel Rione Angri, in Sant'Agnello.
Dal 2019, l'Arciconfraternita ha stabilito la propria sede operativa presso il Santuario della SS. Annunziata, nel Rione Angri, a Sant'Agnello. È lì che inizia il corteo della Solenne Processione del Cristo Morto, con "l'uscita" del Simulacro della B.V. Addolorata accompagnata dai numerosi partecipanti portatori di luci e simboli della Passione di Gesù. La stessa Arciconfraternita cura le altre festività celebrate nel Santuario come il Triduo della SS. Annunziata e la ricorrenza dell'Incoronazione del quadro presente nel Santuario avvenuta nello stesso 2019.

## L'Amministrazione e l'organigramma
L'Arciconfraternita è retta, come previsto dal proprio Statuto, da un'Amministrazione composta da cinque membri, suddivisi in un Priore ed in 4 Assistenti, tutti eletti dai confratelli. I componenti del Consiglio di Amministrazione restano così in carica per cinque anni, al termine dei quali si procede a nuove elezioni, con decreto emesso dalla Curia territorialmente competente (nel caso in esame dalla Curia di Sorrento all’interno della Diocesi Sorrento-Castellammare di Stabia).
Al termine delle suddette elezioni tra i 5 confratelli che risultano più votati, durante una riunione privata successiva, viene eletto il Priore, ed in base ai voti risultanti dalle elezioni anche i restanti amministratori nel numero di 4, i quali comporranno il Consiglio di Amministrazione del Pio Sodalizio. Il loro mandato non può durare più di dieci anni continuativi, per cui non possono essere eletti per più di 2 mandati consecutivi.
Come già detto in precedenza, le cariche di 1°, 2°, 3° e 4° Assistente sono distribuite in proporzione ai voti riportati in fase di elezione e quindi anche il loro ordine all'interno del Consiglio. 
Spetta allo stesso Consiglio di Amministrazione nominare le figure del Segretario e del Tesoriere, che restano in carica per l'intera durata del Governo a meno di dimissioni o morte degli stessi.
Il Priore, sentita l'Amministrazione, designa tra i confratelli meritevoli ed più adatti le cariche di "Prefetto delle Cerimonie"  e dei "Maestri di Cerimonia" (detti anche comunemente "Cerimonieri"). Delle due cariche citate, in ottemperanza dello Statuto dell'Arciconfraternita, il Priore ha la facoltà di delegarne un numero prestabilito, nella misura cioè di 10 Maestri di Cerimonia ed 1 Prefetto delle Cerimonie, ma che può all'occorrenza modificare in caso ne risulti un'evidente necessità. 
Il collegio dei Cerimonieri, così come il Prefetto delle Cerimonie hanno validità e rinnovabilità annuale, modalità che ne garantisce la meritocraticità e la funzionalità, per meglio renderne giovamento al Pio Sodalizio ed ai Confratelli, nonché alle varie cerimonie pubbliche che il Sodalizio organizza.
Dopo le elezioni per il rinnovo del Consiglio di Amministrazione del 22 febbraio 2025, con giuramento prestato il successivo 6 giugno, presso la Chiesa Parrocchiale dei Santi Prisco ed Agnello, l'Amministrazione del Sodalizio è composta da:
- Aniello Russo, Priore
- Vincenzo Gargiulo, I Assistente
- Donato Messere, II Assistente
- Ciro Ferraro, III Assistente
- Roberto Iaccarino, IV Assistente
- Marco Pica, Tesoriere
- Lino Palumbo, Segretario

Collegio dei Maestri di Cerimonia:
- Donato Messere
- Vincenzo Gargiulo
- Roberto Iaccarino
- Massimiliano Iaccarino
- Marco Pica
- Fabio Pica
- Lino Palumbo
- Gaetano Astarita
- Alessio Lucenteforte
- Raffaele Carrese
- Mario Russo
- Emilio Sessa

## I simboli dell'Arciconfraternita
I simboli della Arcionfraternita sono tre oggetti direttamente riferiti ai Santi venerati dalla Arciconfraternita: la mitria e il pastorale appartenenti a San Prisco e la bandiera di Sant’Agnello.

## Il saio
In antichità, l'Arciconfraternita non aveva un proprio vestiario da indossare nelle processioni e per l'accompagnamento dei Confratelli defunti. Così il 26 ottobre del 1765 venne presentata domanda al Re di Napoli Ferdinando IV, che venne accolta il 28 novembre del 1765, e concesse alla Confraternita di poter indossare il saio col cappuccio di tela bianca, il cordone color cremisi, la mozzetta di amover color violetto terminante con cappuccetto sulle spalle ed avente sul lato sinistro la figura con i Santi Prisco ed Agnello.
Il giorno 8 marzo del 1892 venne inoltrata istanza all'Arcivescovo di Sorrento, Mons. Giuseppe Giustiniani, per ottenere l'autorizzazione ad indossare, per la processione del Cristo Morto del Venerdì Santo, il saio ed il cappuccio nero anziché bianchi, per rendere più compita ed imponente la cerimonia.
L'autorizzazione vescovile venne concessa il 12 marzo del 1892, e tutt'oggi l'Arciconfraternita usa il saio nero durante la solenne cerimonia.

## La Processione del “Cristo Morto”
La solenne Processione del Cristo, ha avuto inizio nel 1732, nel corso degli anni ha avuto una serie di modifiche e integrazioni artistiche, volte a rendere più significativa e meditativa la cerimonia.
L'uscita della Processione è prevista per la sera del Venerdì Santo, con un solenne atto di meditazione che anticipa l'uscita dei Martiri, simboli della Passione e Morte di Gesù Cristo, affiancati da lampioni e fiaccole che illuminano il percorso cittadino.
La processione è accompagnata dallo struggente coro di voci bianche del “Deh Popoli”, che hanno da sempre accompagnato il Simulacro del Cristo Morto per le vie cittadine. Dal 2018, il coro è diretto dal M° Salvatore Gargiulo.
Oltre al coro di voci bianche è presente anche il Miserere, che eseguito in stile “Gregoriano”, nel corso degli anni chiude la processione accompagnando l'Addolorata, verso il Cristo Morto. Dal 2018, la direzione del Miserere è affidata al M° Aniello Russo.
Al termine della processione, durante la cerimonia di rientro, viene eseguito il canto “Ah si versate lacrime”, conosciuto anche con il nome di "Lodi a Cristo".
La Processione è accompagnata dal Premiato Concerto Bandistico “La Grande Banda del Cilento”.
Nel 2020, a causa della pandemia mondiale del Covid-19, per la prima volta nella secolare storia dell'Arciconfraternita, la Solenne Processione non è stata svolta.
Tuttavia si è cercato di rivivere il momento, attraverso i suoni e le immagini delle Processione, con una diretta sui canali social dell'ente trasmessa all'ora dell'usuale uscita della Processione.
Nel 2022, dopo due anni nei quali non si è svolta a causa del Covid-19, la Processione è tornata a sfilare per le strade di Sant'Agnello. A causa delle limitazioni diocesane, la Processione non ha visto la partecipazione del coro di voci bianche del "Deh Popoli" e di tutti i bambini al di sotto dei 12 anni di età.

## L'elevazione ad Arciconfraternita
Agli inizi del secolo scorso, in 
considerazione della lunga attività e delle benemerenze acquisite, gli 
Amministratori della Confraternita ritennero che vi fossero le condizioni per richiedere l'Elevazione del Sodalizio ad Arciconfraternita.
Il primo iter fu iniziato nell'anno 1906 che si interruppe, per non 
specificati motivi, e poi ripreso nel 1919 con esiti negativi, visto che
la documentazione che doveva essere spedita a Roma, non partì proprio 
dalla Curia di Sorrento.
Dopo oltre mezzo secolo, l'Amministrazione della Confraternita, guidata dal Priore, Rito Maresca, inoltrò domanda di aggregazione alla Venerabile Arciconfraternita del Gonfalone di Roma.
In data 6 novembre dello stesso anno l'istanza venne sottoposta al beneplacito di Sua Em.za Mons. Felice Cece, Arcivescovo dell'Arcidiocesi Sorrento-Castellammare, beneplacito concesso il giorno 3 gennaio dell'anno 1992. Così il giorno 22 dello stesso mese la domanda venne inoltrata all'Arciconfraternita del Gonfalone tramite la Segreteria di coordinamento delle Confraternite d'Italia, ma inspiegabilmente la pratica si bloccò nuovamente.
Nel 2014, la nuova amministrazione della Confraternita riprese tutta la documentazione preparata nel 1992, e dopo aver avuto anche stavolta il benestare dell'attuale Arcivescovo dell'Arcidiocesi Sorrento-Castellammare, Rev.Mons. Francesco Alfano, datato 19 settembre 2014, ha allacciato numerosi contatti con la Venerabile Arciconfraternita del Gonfalone di Roma, detta anche Mater Omnium.
Finalmente, il 1º dicembre 2014, tramite Decreto, la Confraternita del Monte dei Morti dei Santi Prisco ed Agnello tramite l'affilizione con la Venerabile Arciconfraternita del Gonfalone di Roma, dopo oltre 350 anni di storia, è stata elevata ad Arciconfraternita, assumendo il titolo di Venerabile Arciconfraternita del Gonfalone dei Santi Prisco e Agnello. 
L'elevazione è stata ufficializzata in data 5 dicembre 2014, durante la Cerimonia di Intronizzazione della statua del Santo Patrono, Sant'Agnello, alla presenza del Governatore della Venerabile Arciconfraternita del Gonfalone di Roma, sig. Simone Ferrari, e del Padre Spirituale della Mater Omnium, Mons. Luigi Veturi.